# مارینو کلینگر
مارینو کلینگر (انگلیسی: Marino Klinger; ۷ فوریهٔ ۱۹۳۶ – ۱۹ مهٔ ۱۹۷۵) بازیکن فوتبال آلمانی‌تبار اهل کلمبیا بود.
از باشگاه‌هایی که در آن بازی کرده‌است می‌توان به باشگاه فوتبال ایندپندینته مدئین و باشگاه فوتبال میلوناریوس اشاره کرد.
وی همچنین در تیم ملی فوتبال کلمبیا بازی کرده‌است.